# Richey James Edwards
Richey James Edwards (Blackwood, 22 december 1967 - verdwenen op 1 februari 1995) was een Welshe musicus en lid van de alternatieve rockband Manic Street Preachers. Hoewel hij tijdens optredens als tweede gitarist op het podium stond, waren zijn songteksten en imago de belangrijkste bijdragen aan de band. Door zijn excentrieke en mysterieuze persoonlijkheid groeide hij uit tot een cultfiguur in met name Europa en Azië.
Edwards verdween op 1 februari 1995 onder nooit opgehelderde omstandigheden. Op 23 november 2008 werd hij doodverklaard, al is zijn lichaam nooit gevonden.

## Biografie
Edwards groeide op in het Zuid-Welshe Blackwood en studeerde politieke geschiedenis aan de Universiteit van Swansea, waar hij hoge cijfers haalde. Hij werd door zijn beste vriend, bassist Nicky Wire, geïntroduceerd aan de Manic Street Preachers en werd aanvankelijk hun chauffeur en roadie. Later begon hij met teksten te schrijven voor de band en werd hij de tweede gitarist, hoewel hij weinig muzikaal talent bleek te hebben. Tijdens optredens stonden zijn versterkers meestal uit en ook tijdens opnames liet hij het gitaarwerk aan James Dean Bradfield over.
Zijn teksten schreef hij vaak samen met Wire. Dit waren doorgaans politieke teksten met een voorkeur voor socialisme en een afkeer van thatcherisme en totalitarisme, beïnvloed door de nalatenschap van de mijnwerkersstakingen in Wales en zijn universitaire kennis van politiek. Daarnaast schreef hij veel naargeestige autobiografische klaagzangen naar aanleiding van zijn problematische persoonlijkheid; Edwards leed aan depressie, anorexia, alcoholisme en deed regelmatig aan automutilatie. Deze laatste aandoening liep uit de hand toen hij geconfronteerd werd door NME-journalist Steve Lamacq, die vroeg hoe serieus de band was. Hierop kraste Edwards met een scheermes 4REAL in zijn arm; zeventien hechtingen waren nodig.
In juli 1994, vlak voor het uitbrengen van zijn magnum opus The Holy Bible, werd Edwards tijdelijk vermist. Na twee dagen drinken en automutileren keerde hij terug en werd hij opgenomen in een psychiatrisch ziekenhuis. In september werd hij ontslagen uit het ziekenhuis en keerde hij terug bij de band voor zijn laatste tournee. Op 21 december 1994 eindigde hij zijn laatste optreden met het kapotslaan van zijn gitaar.

### Verdwijning
In januari 1995 liet Edwards twee weken lang 200 pond per dag van zijn bankrekening halen. Op 31 januari verbleven Edwards en Bradfield in het Embassy Hotel in Londen; de volgende dag zouden ze naar de Verenigde Staten vliegen voor een promotiebezoek. Edwards werd voor het laatst gezien op 1 februari 1995, toen hij zich zonder medeweten van Bradfield liet uitchecken en per auto naar zijn appartement in Cardiff reed. Nadat zijn hotelkamer de volgende ochtend leeg werd aangetroffen deed manager Martin Hall bij de Londense politie aangifte van vermissing en besloot Bradfield de vlucht zonder Edwards te nemen, in de verwachting dat hij spoedig terecht zou komen. In februari werd Edwards volgens getuigen nog enkele malen gezien in Newport. Een taxichauffeur beweerde dat hij hem nog op 7 februari had rondgeleid door zijn voormalige woonplaats Blackwood, waarna Edwards de rekening netjes (contant) betaalde.
Op 14 februari werd de auto van Edwards aangetroffen bij de verzorgingsplaats Severn View en werd op zijn naam een parkeerbon uitgeschreven. Drie dagen later werd de auto verlaten verklaard door de politie. De parkeerplek lag niet ver van de Severn Bridge, een brug over de Severn die bekendstond als plek waar mensen met suïcidale neigingen naartoe gingen. Daarom wordt veelal aangenomen dat Edwards zelfmoord heeft gepleegd door van de brug te springen, maar aangezien zijn lichaam nooit is gevonden blijft zijn werkelijke lot onbekend. In oktober 1994 vertelde Edwards in een interview met New Musical Express dat hij niet suïcidaal was: "Betreffende [zelfmoord], daar peins ik niet over en dat heb ik nooit gedaan. Over een poging, althans. Want ik ben sterker dan dat. Ik ben misschien een zwak persoon, maar pijn kan ik hebben."
Edwards is volgens getuigen in 1997 gezien bij een hippiemarkt in Goa, India en in 1998 in een bar op het Canarische Eiland Fuerteventura. Beide keren wanneer deze persoon werd "herkend" als Edwards vluchtte hij weg. Op 23 november 2008 werd hij door zijn ouders uiteindelijk legaal doodverklaard. Desondanks storten de overgebleven bandleden nog altijd 25% van hun royalty's op Edwards' bankrekening, voor het geval dat hij terugkeert.
In 1995 besloten de Manic Street Preachers verder te gaan zonder Edwards. Het daaropvolgende album, Everything Must Go, werd het eerste mainstream succes voor de band. Voor enkele van Edwards' achtergelaten teksten werd muziek gecomponeerd en veel van Wires teksten gingen over zijn verdriet rond Edwards' verdwijning. Na dit album werden zijn teksten met rust gelaten en werd Wire de enige tekstschrijver, tot in 2009 Journal for Plague Lovers werd uitgebracht, bestaande uit Edwards' achtergelaten teksten die hij in 1995 had afgegeven in een plakboek.